# Doctor Samuel León Brindis
Doctor Samuel León Brindis es una localidad del estado mexicano de Chiapas. Es parte del municipio de Palenque.

## Toponimia
El nombre de la localidad rinde homenaje a Samuel León Brindis, médico militar y Gobernador de Chiapas de 1958 a 1964.

## Demografía
| Gráfica de evolución demográfica |
|                                  |

| Censo | Población |
| ----- | --------- |
| 1970  | 234       |
| 1980  | 579       |
| 1990  | 876       |
| 2000  | 893       |
| 2010  | 1 320     |
| 2020  | 1 382     |